# Semana Santa en Sangenjo
La Semana Santa en Sangenjo es un ciclo de actos conmemorativos de la Pasión de Cristo llevados a cabo en el municipio de Sangenjo, en Pontevedra (Galicia, España), desde el Sábado de Pasión hasta el Domingo de Resurrección.

## Historia

### Juan de Navarrete
De acuerdo con el historiador José Manuel Abel, la promoción de la Semana Santa en Sangenjo tal y como se conoce en la actualidad se debe al franciscano del siglo xvi fray Juan de Navarrete. Procedente del Convento de Santa María de Jesús de Alcalá de Henares, durante su peregrinación en 1520 a su natal Pontevedra, la cual se hallaba sumida en una epidemia de peste, Navarrete declaró en uno de sus sermones: «Yo os prometo de parte de Dios, que cesará la epidemia; y que por cuarenta años no la habrá en esta Villa, si se hiciese una Cofradía, en memoria de la Pasión de nuestro Redentor Jesucristo». Los feligreses cumplieron el mandato y la epidemia cesó, acontecimiento interpretado por muchos como un milagro, no volviendo a producirse otra hasta 1596. El fraile continuó su peregrinaje hasta Sangenjo, muriendo en Nantes a causa de una caída en 1528 tras predicar en Portonovo.

### Sigloxx
A principios del siglo xx se llevaban a cabo los siguientes oficios:

#### Domingo de Ramos
El Domingo de Ramos se realizaba la bendición de los ramos de olivo en la plaza de Pontevedra, donde era habitual que se compitiese por llevar el mejor ramo.

#### Jueves Santo
El Jueves Santo se procedía a la colocación del Monumento; se conoce que en 1612 se dispuso pintar unos manteles con figuras de ángeles para emplazar el Monumento y cubrir el altar mayor de la Iglesia de San Ginés, mientras que en el siglo xviii se dio inicio a la costumbre de instalar un catafalco conformado por gradas escalonadas las cuales alcanzaban la cubierta de la iglesia, si bien esta tradición desapareció en la década de 1960.
También se llevaba a cabo el conocido como oficio de tinieblas, cuyo momento de mayor esplendor tenía lugar cuando se producía la muerte de Cristo; en ese instante se procedía a apagar las luces y a hacer sonar bastones y matracas acompañados por el ruido de una pataleta (este oficio acabaría siendo reemplazado por el sermón de las Siete Palabras desde la balconada de la Casa Román). Por la noche salía la procesión de «Os Caladiños», en la que una imagen de Cristo crucificado actualmente conservada en la sacristía era llevada por un feligrés y custodiada a ambos lados por hombres portando cirios.

#### Viernes Santo
La mañana del Viernes Santo se efectuaba un Vía Crucis por el interior del templo, mientras que por la noche, después de los oficios correspondientes, tenía lugar la procesión del Santo Entierro con las imágenes de Cristo yacente y la Virgen de los Dolores.

#### Domingo de Resurrección
El último día se procedía a realizar la procesión del Encuentro con una imagen del Sagrado Corazón y una talla de Nuestra Señora del Rosario, esta última engalanada con un manto negro ajustado al vestido con alfileres. La Virgen desfilaba hasta la Casa Román mientras que el Sagrado Corazón discurría por las calles hasta encontrarse con ella en la plaza Pascual Veiga; en ese instante los portadores de ambas imágenes avanzaban y retrocedían a la vez que con cada movimiento se retiraba uno de los alfileres que mantenían sujeto el manto de la Virgen, el cual terminaba cayendo para dejar completamente al descubierto el vestido, momento en que se hacía sonar el himno nacional.
La talla de Nuestra Señora del Rosario resultó destruida en un incendio en la década de 1950, siendo reemplazada por una imagen de la Virgen de Fátima, talla completa que se cubría casi en su totalidad con un paño, el cual se retiraba posteriormente con ayuda de un palo. Esta ceremonia, al igual que la de la instalación del catafalco el Jueves Santo, se fue perdiendo con el paso del tiempo.

## Descripción

### Oficios

#### Sábado de Pasión
El Sábado de Pasión se da lectura al pregón desde el templo parroquial.

#### Domingo de Ramos
Al mediodía se procede a realizar en el templo parroquial la bendición de los ramos seguida de una procesión y una misa.

#### Lunes Santo
El Lunes Santo se efectúa por la tarde la procesión de Jesús atado a la Columna.

#### Miércoles Santo
El Miércoles Santo se realiza un Vía Crucis y la procesión del Encuentro con las imágenes de Jesús Nazareno y la Dolorosa.

#### Jueves Santo
El Jueves Santo tiene lugar por la tarde la misa de la Última Cena y la procesión de Jesús Nazareno desde el templo parroquial hasta la iglesia seguida de un turno de adoración.

#### Viernes Santo
El Viernes Santo se procede por la mañana a la recepción de los Santos Óleos y a un Vía Crucis al mediodía. Por la tarde se lleva a cabo una acción litúrgica solemne y la adoración de la Cruz, culminando los actos del día con la procesión del Santo Entierro acompañada por la Banda de Tambores y Cornetas de la Cofradía del Nazareno y Santo Sepulcro, en la que desfilan las imágenes de la Dolorosa y Cristo yacente.

#### Sábado Santo
Por la noche tiene lugar la procesión de la Soledad desde la iglesia hasta el templo parroquial, donde se ofician posteriormente la Vigilia Pascual y la bendición del fuego.

#### Domingo de Resurrección
El último día se celebra la misa de Resurrección en el templo parroquial, oficio con el que concluye la Semana Santa.

### Cofradías
En la Semana Santa de Sangenjo participan la Cofradía del Nazareno y Santo Sepulcro y la Cofradía de Nuestra Señora de los Dolores y la Soledad:

#### Cofradía del Nazareno y Santo Sepulcro
Esta cofradía fue fundada en 2010 y es la más moderna de la villa, desfilando las noches de los Miércoles, Jueves y Viernes Santo. Por su parte, la Banda de Tambores y Cornetas de la Cofradía del Nazareno y Santo Sepulcro fue creada en 2015.

#### Cofradía de Nuestra Señora de los Dolores y la Soledad
Esta cofradía es la más antigua y tiene sus orígenes en la Cofradía de Nuestra Señora de la Soledad, la cual tenía su sede canónica en la Capilla de la Soledad de la Iglesia de San Ginés y figura en los libros de fábrica desde finales del siglo xviii, aunque se tiene constancia de su existencia desde al menos 1685, año de la muerte de Juan Posse de Faxín, quien según el cura de Sangenjo Francisco Varela Sarmiento en 1702: «[...] halló en esta feligresía tres cofradías, una del Santísimo, otra de Nª Srª del Rosario y otra de Nª Srª de la Soledad [...]». De esta cofradía es heredera la Hermandad de la Virgen de los Dolores, configurándose su nombre actual como Cofradía de Nuestra Señora de los Dolores y la Soledad.

### Imágenes
En la Semana Santa de Sangenjo únicamente procesionan tres imágenes, dos de ellas con doble advocación:
| Nombre                                                     | Autor                        | Año      | Días en que procesiona                        | Portadores                                             | Comentario | Imagen |
| ---------------------------------------------------------- | ---------------------------- | -------- | --------------------------------------------- | ------------------------------------------------------ | --- | ------ |
| Jesús atado a la Columna/Jesús Nazareno                    |                              | 2013: 77 | Lunes Santo, Miércoles Santo y Jueves Santo   | Cofradía del Nazareno y Santo Sepulcro                 | La imagen es articulada y desfila el Lunes Santo como Jesús atado a la Columna (procesión introducida en 2022 aunque prevista ya para 2020 pero suspendida por la COVID-19) y los demás días como Jesús Nazareno |        |
| Nuestra Señora de los Dolores/Nuestra Señora de la Soledad |                              |          | Miércoles Santo, Viernes Santo y Sábado Santo | Cofradía de Nuestra Señora de los Dolores y la Soledad | La talla desfila de luto como Nuestra Señora de los Dolores en las procesiones del Encuentro y del Santo Entierro, mientras que en la procesión de la Soledad recorre las calles igualmente de luto bajo esta advocación, luciendo ropajes de color blanco cuando efectúa su entrada en el templo parroquial como Nuestra Señora de la Soledad |        |
| Cristo yacente                                             | Maximino Magariños Rodríguez | 1924     | Viernes Santo                                 | Cofradía del Nazareno y Santo Sepulcro                 | Custodiada en una urna bajo el altar mayor de la Iglesia de San Ginés, la talla fue donada por Ramón Orge Pérez, alcalde de Sangenjo a comienzos de siglo |        |